# Brachypipona schmidti
Brachypipona schmidti är en stekelart som beskrevs av Gusenleitner 1967. Brachypipona schmidti ingår i släktet Brachypipona och familjen Eumenidae. Inga underarter finns listade.